# 호성동
호성동(湖城洞)은 전북특별자치도 전주시 덕진구의 법정동이자 행정동이다.

## 개요
호성동은 도.농 복합지역으로, 도시지역에 전체 인구의 90%가 거주하며, 농촌지역은 전체 면적의 97%를 점유하고 있다. 21개 자연부락, 호성로, 봉동선이 있고 3공단과 시내의 중간지역에 개발가능면적 약 50만평이 있으며, 35사단 이전 시 개발확대 가능 지역이다.

## 연혁
호성동은 임진왜란때 평양성을 수복한 공로로 호성군의 작호와 함께 초포면 일대를 사패지로 봉토받은 이주 (세조 셋째 아들의 증손) 장군의 위업 전승하기 위해 소양천이 성처럼 둘러 있어 호성동이라 칭했다.
- 1973년 호성동1-3가를 호성동 통합
- 1957년 12월 전주시 호성동 신설(전주시 편입)[4]

신성리→ 호성동1가, 봉암리→ 호성동2가, 송전리→ 호성동3가
- 1914년 4월 전주군[5] 초포면 신성리(新城里), 봉암리(鳳岩里), 송전리(松田里)

| 조선총독부령 제111호                                                                  |               |
| 구 행정구역                                                                           | 신 행정구역   |
| 초곡면 사거리, 신단리, 행단리, 정단리, 동산리, 이리, 신정리, 다경리, 만수리           | 초포면 신성리 |
| 초곡면 봉암리, 화암리, 화정리, 사리, 고당리, 농은리                                   | 초포면 봉암리 |
| 초곡면 와우리, 신흥리, 용흥리, 서단리, 용단리, 중오리, 오산리, 신동리, 상중리, 송전리 | 초포면 송전리 |

## 법정동
- 호성동1가
- 호성동2가
- 호성동3가

## 교육
- 전주만수초등학교
- 전주북초등학교
- 예원예술대학교 전주캠퍼스
- 전주호성중학교
- 전주초포초등학교

## 주거
| 단지명           | 건설사                       | 시행사         | 주소                      | 입주        | 비고 |
| ---------------- | ---------------------------- | -------------- | ------------------------- | ----------- | ---- |
| 진흥더블파크 1차 | 진흥기업                     | ㈜금강주택     | 덕진구 호성로 132 (1단지) | 2005년 11월 |      |
| 진흥더블파크 1차 | 진흥기업                     | ㈜금강주택     | 덕진구 호성로 136 (2단지) | 2005년 11월 |      |
| 진흥더블파크 2차 | 진흥기업                     | 라임산업개발㈜ | 덕진구 호성로 130         | 2008년 5월  |      |
| 호성주공         | 성원건설 ㈜공영토건 ㈜비사벌 | 대한주택공사   | 덕진구 소리로 179         | 1997년 6월  |      |

- 호성동아 - 1994년 12월 입주 / 동아건설산업㈜
- 호성LG동아 - 1995년 4월 입주 / LG건설, 공영토건㈜